# 프라이멀 피어 (영화)
《프라이멀 피어》(Primal Fear)는 1996년 개봉한 미국의 법정 스릴러 영화이다. 윌리엄 딜의 소설 《이중인격》을 원작으로 그레고리 호블릿 감독이 연출했고, 리처드 기어, 로라 리니, 존 머호니, 앨프리 우더드, 프랜시스 맥도먼드, 에드워드 노턴이 출연했다. 노턴은 이 작품으로 데뷔했다.
이 영화는 흥행에 성공했고 긍정적인 평가를 받았고 노턴의 연기는 비평가들의 찬사를 받았다. 노턴은 골든 글로브상 남우조연상(영화)을 수상했으며, 아카데미상 남우조연상과 BAFTA 상 남우조연상 후보에 올랐다.

## 줄거리
잘 나가는 시카고의 변호사 마틴 베일은 유력한 의뢰인들을 맡으며 언론의 주목을 즐긴다. 그러던 중, 추악한 사건에 휘말린 성직자 살인 사건의 피의자, 19세의 순진한 미사 보조 소년 에런 스탬플러를 변호하게 된다. 에런은 살인 현장에서 피투성이가 된 채 발견되었지만, 기억 상실을 호소하며 무죄를 주장한다. 베일은 에런의 순수함을 믿고 무료 변호를 자처한다.
사건을 조사하던 중, 베일은 에런이 어릴 적 학대받았으며 대주교로부터 성적으로 착취당했다는 사실을 알게 된다. 대주교는 부동산 개발을 막아 유력 인사들의 막대한 손해를 초래했고, 에런은 대주교가 강요한 성행위를 촬영한 비디오테이프를 숨기고 있었다. 베일은 이 테이프를 통해 에런의 범행 동기를 밝히고자 하지만, 에런의 또 다른 인격 '로이'가 대주교를 살해했다고 고백하며 베일을 위협한다. 로이는 자신이 대주교와 그의 여자친구 린다를 살해했다고 말하며 베일을 혼란스럽게 한다.
베일은 에런에게 해리성 정체 장애가 있다는 사실을 알게 되고, 이를 이용하여 무죄 변론을 펼치려 한다. 하지만 재판 중 에런의 또 다른 인격인 폭력적인 로이가 발현되어 담당 검사를 공격하는 사건이 발생하고, 결국 재판은 판사에 의해 진행된다.
판사는 에런에게 정신질환으로 인한 무죄 판결을 내리지만, 베일은 에런이 사실은 다중인격장애를 연기했으며, 자신의 모든 행동을 기억하고 있었다는 사실을 깨닫는다. 에런은 차분하게 베일에게 자신은 처음부터 '에런'이라는 인격은 없었으며 모든 것을 계획했음을 고백한다. 베일은 자신이 철저히 속았다는 사실에 충격을 받고, 결국 언론의 관심과 화려함을 버린 채 조용히 법정을 떠난다.

## 배역
- 리차드 기어 - 마틴 베일
- 에드워드 노턴 - 에런 스탬플러
- 로라 리니 - 재닛 베너블
- 존 마허니 - 존 쇼너시 검사장
- 앨프리 우더드 - 미리엄 쇼트 판사
- 프랜시스 맥도먼드 - 몰리 애링턴 박사
- 테리 오퀸 - 버드 얀시
- 앤드리 브라우어 - 토미 굿맨
- 스티븐 바워 - 조이 피네로
- 조 스파노 - 스테너
- 토니 플라나 - 마르티네스
- 어제일리아 더빌라 - 린다 포브스
- 스탠리 앤더슨 - 리처드 러슈먼 대주교
- 모라 티어니 - 나오미
- 존 세다 - 앨릭스
- 렉 로저스 - 잭 코너먼

## MBC 성우진
- 이윤연 - 베일 (리처드 기어)
- 김영선 - 애런/로이 (에드워드 노튼)
- 윤소라 - 재닛 (로라 리니)
- 김태훈 - 검사장
- 홍승옥 - 정신과 의사 (프란시스 맥도맨드)
- 김용식
- 전국근
- 이인성
- 이병식
- 김강산
- 최원형
- 김호성
- 엄현정
- 윤성혜
- 이상범
- 고성일
- 김지영
- 최한

## 같이 보기
- 반전 (문학)